# Gabriel van Bemmel
Gabriel van Bemmel, né à Bruxelles et y décédé en 1620, est un édile communal bruxellois et un écrivain de langue latine.

## Biographie
Après avoir étudié à l'université de Louvain d'où il sortit en 1612 comme licencié en droit, il rentra à Bruxelles où il fit une carrière au service de sa ville natale, dont il devint secrétaire.
Il fut nommé le 31 juillet 1590 bourgmestre des Nations de la ville de Bruxelles. Il se fit ensuite admettre en 1598 au sein du lignage Roodenbeke.
Il mourut jeune en 1620, mais deux ans plus tard fut publié à Bruxelles un livre portant son nom "G. Van Bemmel, "J.U.L., Urbi Bruxell. ab Actis", écrit en l'honneur de la canonisation (en 1622) des deux premiers saints jésuites, Ignace de Loyola et François-Xavier, avec comme titre: Sanctorum Ignatii et Xaverii, in divos relatorum triumphus Bruxellae, ab aula et urbe celebratus, Bruxelles, apud J. Pepermannum, s. d. (approbation datée du 20 septembre 1622). Étant décédé en 1620, il est peu probable qu'il soit l'auteur de ce livre consacré à un événement de 1622, malgré la mention de son nom dans le titre.

## Héraldique
| Armoiries de la famille van Bemmel | Armoiries de la famille van Bemmel                                                                                      |
| ---------------------------------- | --- |
|                                    | Blasonnement:"d'azur à trois violons au naturel posés la tête en bas, au chef de gueules chargé d'un lion rampant d'or" |